# Севский кремль
Севский кремль, Малый город, Городок — самая древняя и наиболее укреплённая часть Севска, история которой прослеживается с XII века.
Севский кремль находился на высоком холме-останце при слиянии рек Марицы и Сева. Укрепления древнерусской эпохи, остатки которых ныне представляют собой земляной вал, имели вид трапеции. Крепость возникла на месте более древних поселений юхновской и роменской культур, поскольку материалы этих эпох были обнаружены в разрезе вала. Археологические исследования, согласно которым древнерусское укреплённое поселение на месте Городка возникло в середине XII века, подтверждают данные Ипатьевской и Воскресенской летописей, где Севск впервые упоминается под 1146 годом.
В годы царствования Бориса Годунова на заброшенном городище Севска был возведён острог. К югу от Севского кремля располагался окольный город, именуемый «Большим городом». Гарнизон Севска был усилен служилыми людьми (стрельцами, казаками и так далее), которые создали здесь Казачью слободу. В 1604 году крепость перешла на сторону Лжедмитрия I.
В Смутное время укрепления Севска сильно пострадали в ходе военных действий, но уже в 1620-х годах были реконструированы и усилены, поскольку граница с Речью Посполитой в результате Деулинского перемирия прошла в непосредственной близости от города. Мощные стены Севской крепости помогли немногочисленному гарнизону в полтысячи человек выстоять в ходе трёхнедельной осады Севска польско-литовским войском в марте 1634 года на заключительном этапе Смоленской войны. В дальнейшем крепость дважды выдержала нападения крымских татар, а в феврале 1664 года — нападение одного из польских отрядов во время Московского похода короля Яна II Казимира.
Особое развитие кремль получил при Петре I, став центральным пунктом общей системы укреплений всего города. Делалось это во время Северной войны ввиду угрозы шведского нападения. Дубовые стены Севской крепости высотой 6 метров стояли на высоком земляном валу. У кремля было несколько башен, самой высокой из которых была Пречистенская, достигавшая в высоту 40 метров. За валом был выкопан ров. На территории крепости располагались склады, чаны для хранения воды. К реке Сев вёл тайник протяжённостью 50 метров. Из Городка по крытому мосту можно было попасть в Большой город, укрепления которого состояли из земляного вала и установленного на нём бревенчатого частокола. Протяжённость стен Большого города составляла около 3 км. К югу он был защищён ещё одной линией укреплений, получившей название Третий город.
В 1718 году сильный пожар частично уничтожил укрепления Севска. После этого их уже не восстанавливали, поскольку шведская угроза миновала, а крымское пограничье Российского государства отодвинулось далеко на юг. В настоящее время севский Городок — место проведения городских праздников.

## Галерея
- Современный вид урочища «Городок»
- План Севского кремля. 1839 год